# Kozarevina
Kozarevina je naseljeno mjesto u općini Foči, Republika Srpska, BiH. Godine 1962. uvećani su pripajenjem naselja Grubojevića (Sl.list NRBiH, br.47/62).

## Stanovništvo
| Narod     | Popis 1961. | Popis 1971. | Popis 1981. | Popis 1991. |
| --------- | ----------- | ----------- | ----------- | ----------- |
| Hrvati    |             |             |             |             |
| Muslimani | 8           | 51          | 36          | 36          |
| Srbi      | 124         | 162         | 109         | 65          |
| ostali    | 16          |             | 8           |             |
| Ukupno    | 148         | 213         | 153         | 101         |